# Acomys
Acomys es un género de roedores miomorfos de la familia de los múridos conocidos vulgarmente como ratones espinosos. Se distribuyen por África, Oriente Próximo y Creta.

## Taxonomía
El género Acomys incluye 21 especies repartidas en tres subgéneros:
Subgénero Acomys
- Acomys airensis
- Acomys cahirinus
- Acomys chudeaui
- Acomys cilicicus
- Acomys cineraceus
- Acomys dimidiatus
- Acomys ignitus
- Acomys johannis
- Acomys kempi
- Acomys minous
- Acomys mullah
- Acomys muzei
- Acomys nesiotes
- Acomys ngurui
- Acomys percivali
- Acomys russatus
- Acomys seurati
- Acomys spinosissimus
- Acomys wilsoni

Subgénero Peracomys
- Acomys louisae

Subgénero Subacomys
- Acomys subspinosus